# Boëlhe
Boëlhe [bwal] (en wallon Bôye,) est une section de la commune belge de Geer située en Wallonie dans la province de Liège. C'était une commune à part entière avant la fusion des communes de 1977.
À Boëlhe, se trouve la source du ruisseau de la Mule.

## Démographie
- Sources:INS, Rem:1831 jusqu'en 1970=recensements, 1976= nombre d'habitants au 31 décembre

## Patrimoine et culture

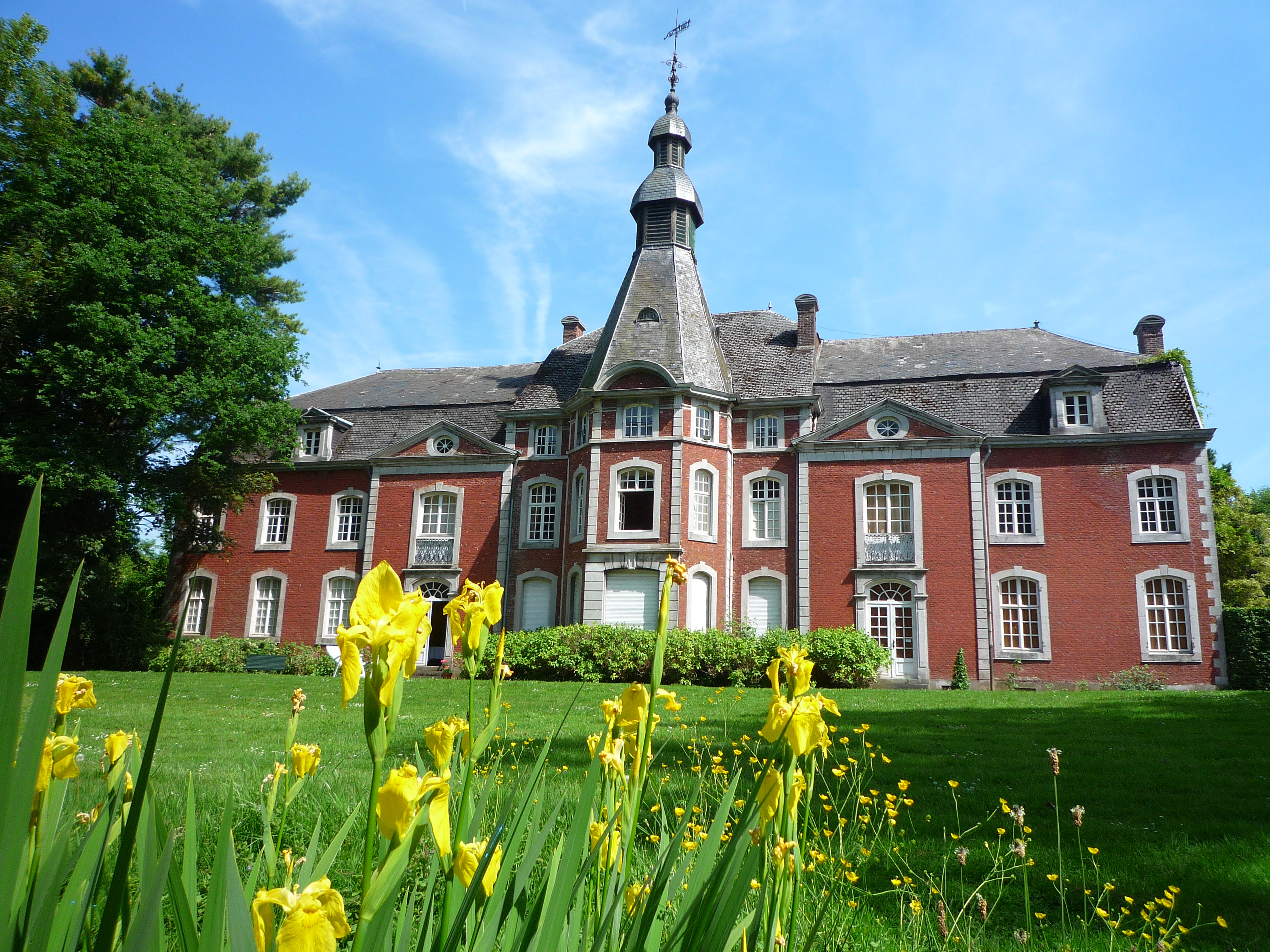
Château de Boëlhe.
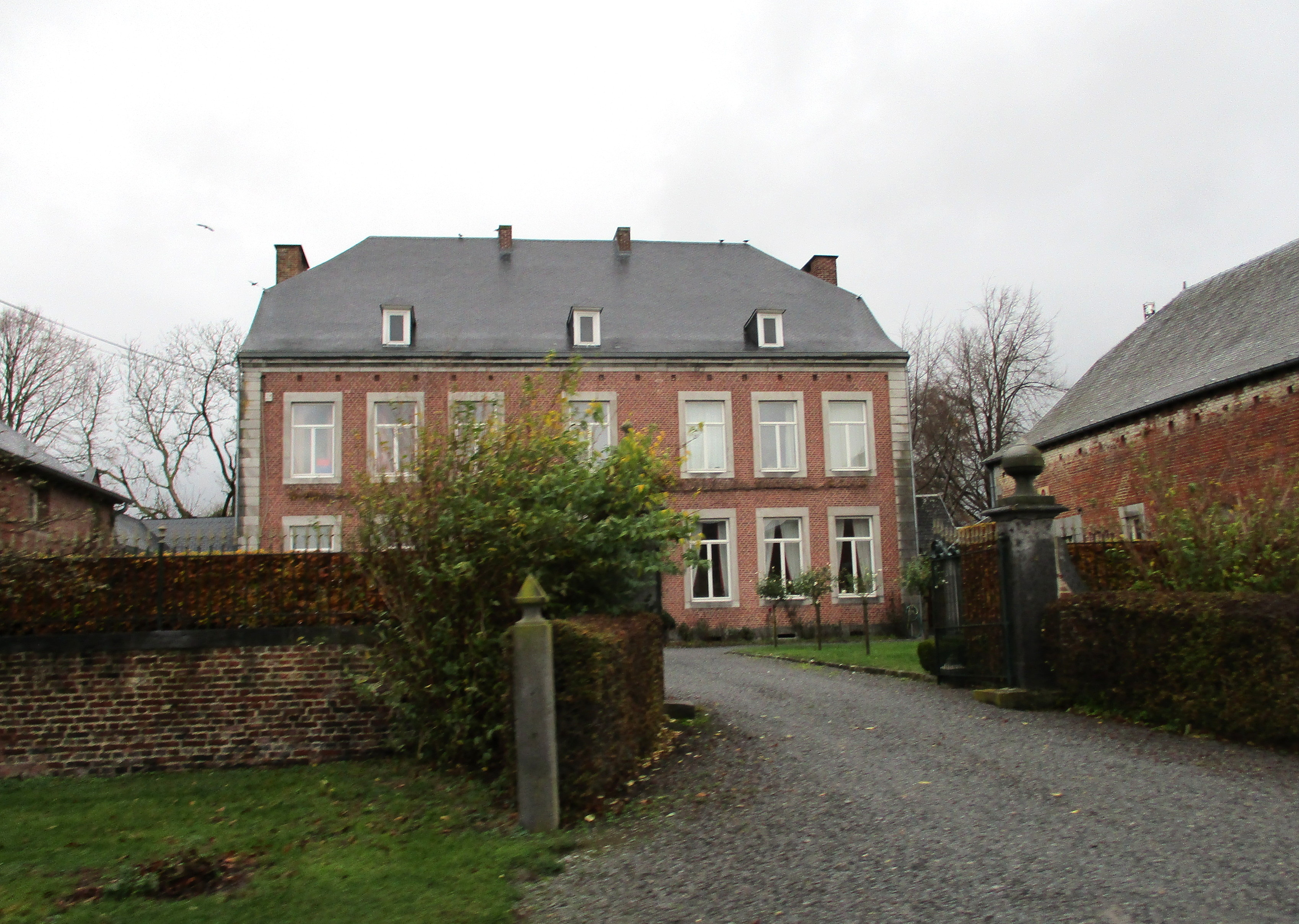
Maison de Seny.
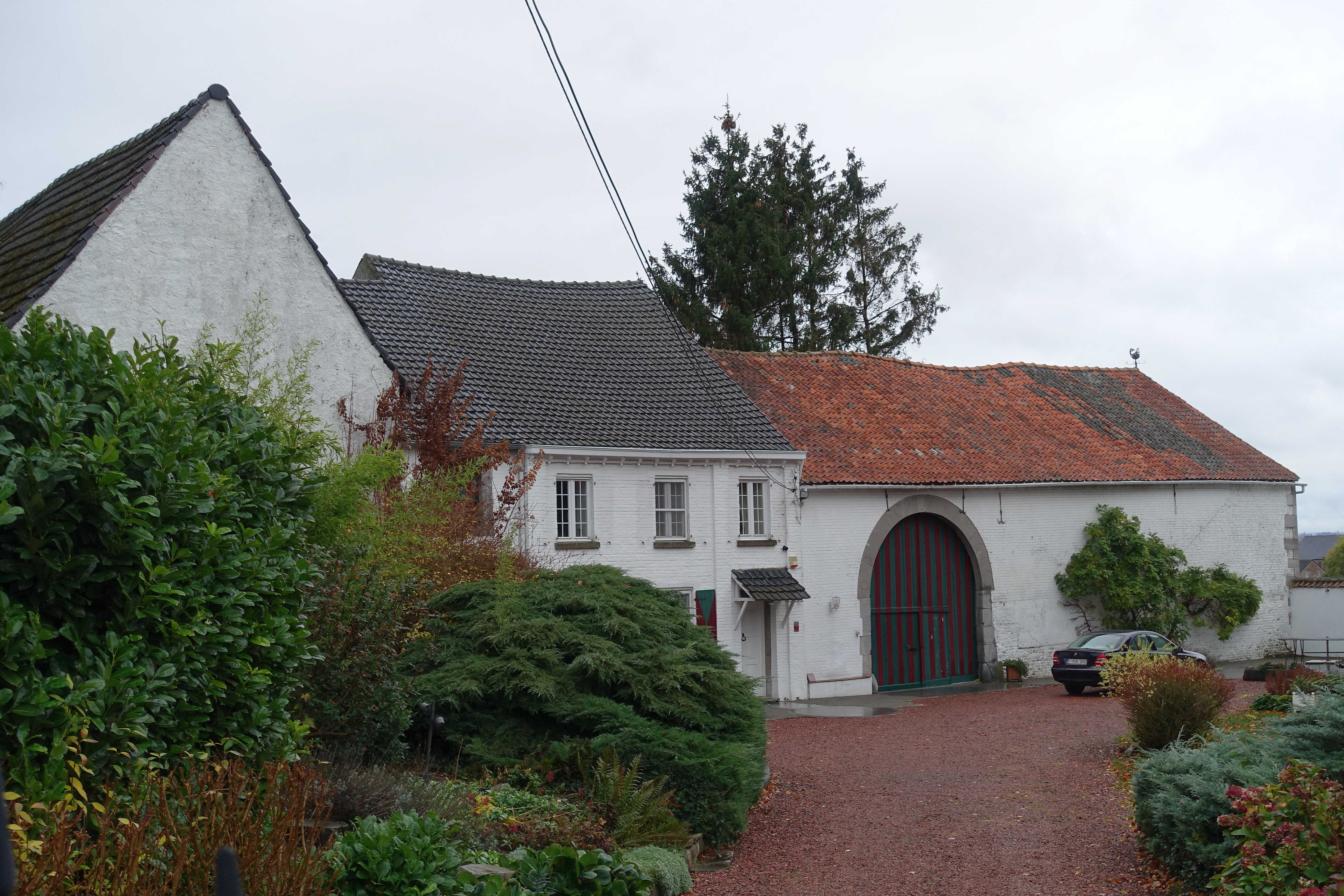
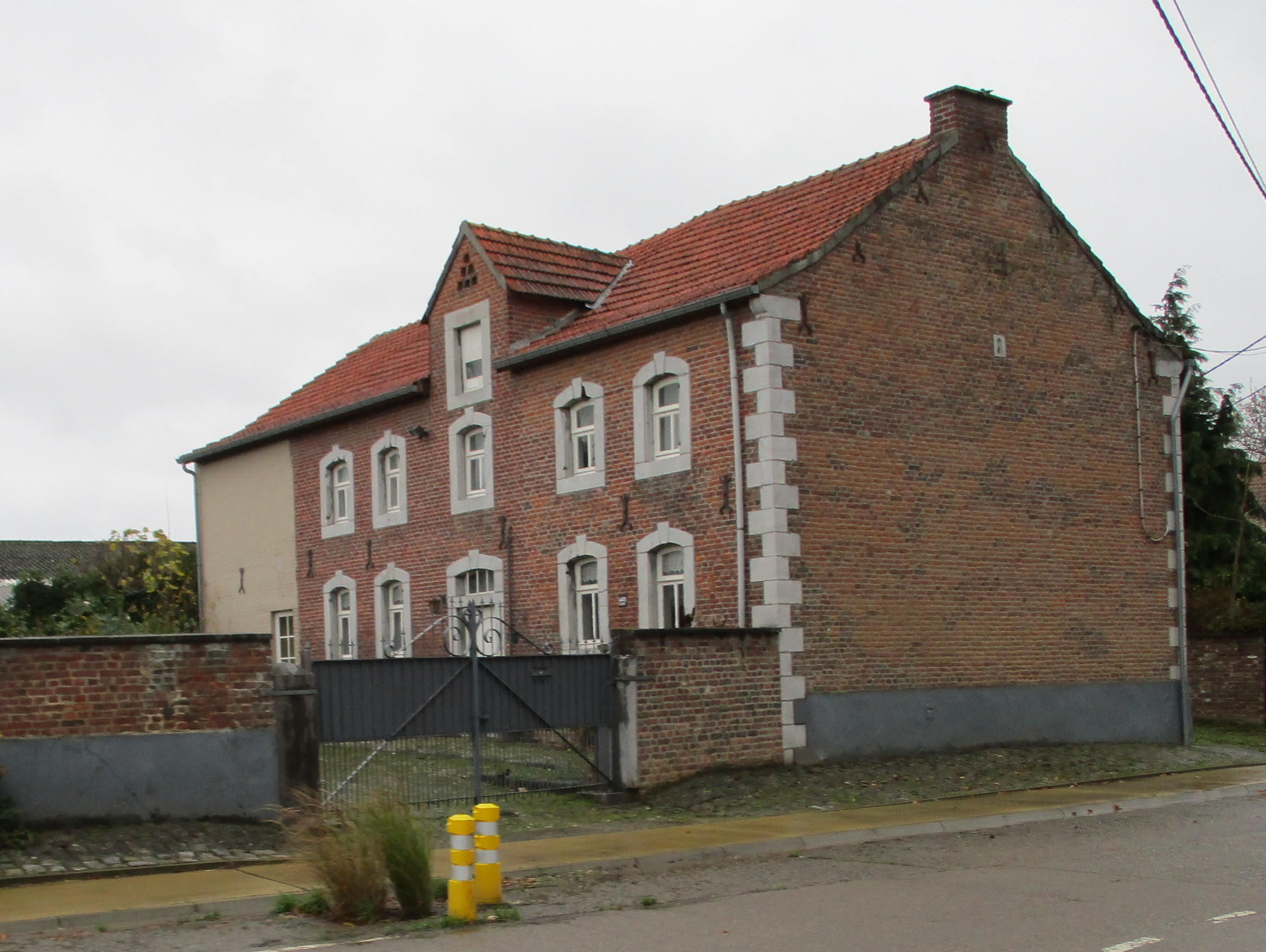